# Necmi Gençalp
Necmi Gençalp (* 1. Januar 1960 in Yozgat) ist ein ehemaliger türkischer Ringer.

## Werdegang
Necmi Gençalp stammt aus Yozgat und begann dort im Jahr 1975 mit dem Ringen. Nach ersten Erfolgen im nationalen Bereich wechselte er zum Sportklub „Seker“ Ankara. Bereits 1979 startete er bei den Balkanspielen in Jambol/Bulgarien und kam dort auf einen guten 2. Platz im freien Stil im Weltergewicht. Im Nachwuchsbereich versuchte sich Necmi auch im griech.-röm. Stil und kam dabei bei den Junioren-Europameisterschaften 1980 in Bursa auf den 4. Platz im Weltergewicht:
1980 und 1981 wurde Necmi vom türkischen Ringerverband bei jeweils einer internationalen Meisterschaft eingesetzt, konnte sich aber nicht im Vorderfeld behaupten. Von 1983 bis 1986 hatte Necmi häufig mit Verletzungen zu kämpfen und konnte deshalb keine besonderen Erfolge erzielen. Von 1987 bis 1990 kamen dann aber die besten Jahre für Necmi Gençalp, die im Gewinn der olympischen Silbermedaille 1988 in Seoul im Mittelgewicht ihren Höhepunkt hatten. Necmi unterlag dabei im Endkampf gegen den vom fanatischen südkoreanischen Publikum angetriebenen einheimischen Ringer Han Hyung-woo knapp nach Punkten. Dass dieser Erfolg keine Eintagsfliege war, bewies Necmi 1989, als er auch Vizeeuropameister wurde. Im Finale rang er dabei gegen den routinierten Tschechen Jozef Lohyňa. Beide Ringer konnten bis zum Ende des Kampfes keine Wertung erzielen. Das Kampfgericht disqualifizierte daraufhin beide Ringer wegen Passivität und vergab keine Goldmedaille.
1991 beendete Necmi Gençalp seine internationale Ringerlaufbahn. Er ist jetzt Trainer in Yozgat.
Die Ergebnisse der internationalen Meisterschaften und einiger anderer Turniere, an denen er teilnahm, sind im folgenden Abschnitt nachzulesen.

## Internationale Meisterschaften
(OS = Olympische Spiele, WM = Weltmeisterschaft, EM = Europameisterschaft, F = Freistil, GR = griech.-röm. Stil, We = Weltergewicht, Mi = Mittelgewicht, damals bis 74 kg bzw. 82 kg Körpergewicht)
- 1979, 2.Platz, Balkan-Games in Jambol/Bulgarien, F, We, hinter Walentin Rajtschew, Bulgarien und vor Heraklis Deskoulidis, Griechenland;
- 1980, 4.Platz, Junioren-EM in Bursa, GR, We, hinter Alexander Kudrjawzew, UdSSR, Ronald Schulz, DDR und Stojan Vassiliew, Bulgarien;
- 1981, 7. Platz, EM in Łódź, F, We, mit Siegen über Ricardo Niccolini, Italien und Philippe Mathis, Frankreich und Niederlagen gegen Walentin Rajtschew und Pekka Rauhala, Finnland;
- 1982, 12. Platz, WM in Edmonton, F, We, Sieger: Leroy Kemp, USA vor Dan Karabín, Tschechoslowakei und Juri Worobjow, UdSSR;
- 1985, 10. Platz, EM in Leipzig, F, Mi, mit einem Sieg über Korpas, Großbritannien und Niederlagen gegen Jozef Lohyna, Tschechoslowakei und Juri Worobjow;
- 1986, 1. Platz, „Yasar-Dogu“-Memorial in Istanbul, F, Mi, vor Erol Yildirim und Senol Tenekecioglu, bde. Türkei;
- 1987, 5. Platz, EM in Tampere, F, Mi, hinter Alexander Nanew, Bulgarien, Wladimer Modossiani, UdSSR, Jozef Lohyna und Ion Matu, Rumänien und vor Kostas Avramis, Griechenland;
- 1987, 1. Platz, Mittelmeer-Spiele in Latakia, F, Mi, vor Mohamed Akrad, Syrien und Kostas Avramis;
- 1987, 6. Platz, WM in Clermont-Ferrand, F, Mi, hinter Mark Schultz, USA, Alexander Nanew, Wladimer Modossiani, Andrzej Radomski, Polen und Reiner Trik, BRD;
- 1987, 2. Platz, „Yasar-Dogu“-Memorial in Istanbul, F, Mi, hinter Mehmet Turkaya, Türkei und vor Mohamed Akrad;
- 1988, Silbermedaille, OS in Seoul, F, Mi, hinter Han Hyung-woo, Südkorea und vor Jozef Lohyna, Alexander Tamboroutschew, UdSSR, Puntsagiin Süchbat, Mongolei und Mark Schultz;
- 1988, 2. Platz, „Yasar-Dogu“-Memorial in Istanbul, F, Mi, hinter Alexander Sawko, UdSSR und vor Andrzej Radomski;
- 1989, 2. Platz, EM in Ankara, F, Mi, gemeinsam mit Jozef Lohyňa und vor Elmadi Dschabrailow, UdSSR, Gheorghe Mitu, Rumänien, Pekka Rauhala und Kostas Avramis;
- 1989, 4. Platz, WM in Martigny, F, Mi, hinter Elmadi Dschabrailow, Melvin Douglas, USA und Alcide Legrand, Frankreich und vor Jozef Lohyna und Greg Edgelow, Kanada;
- 1990, 2. Platz, World-Cup-Turnier in Toledo/USA, F, Mi, hinter Juri Worobjow und vor Melvin Douglas, Orlando Hernandez, Kuba und Chris Rinke, Kanada